# Myiodactylus nebulosus
Myiodactylus nebulosus is een insect uit de familie van de Nymphidae, die tot de orde netvleugeligen (Neuroptera) behoort. 
Myiodactylus nebulosus is voor het eerst wetenschappelijk beschreven door McLachlan in 1877.